# Jasper Smits
Jasper Smits (* 6. Oktober 1981 in Delft als Jan Pieter Smits) ist ein niederländischer Schauspieler, Moderator und Model.

## Leben
Smits begann im Alter von neun Jahren mit dem Schauspiel. Als Kinderdarsteller wirkte er in verschiedenen Theaterproduktionen mit. 2008 trat er im Kurzfilm Millie auf. 2009 folgten Rollen in Fernsehserien wie Goede tijden, slechte tijden und Feine Freundinnen. 2010 wirkte Smits in der TROS-Show Stedenspel mit. 2011 und 2012 war er in den Serien Moordvrouwen und Achter Gesloten Deuren zu sehen. Außerdem ging er 2012 mit der Norwegian Cruise Line auf Reisen. 2014 spielte er einen Polizisten in der US-Serie 11. 2015 gab er einer Figur in der Kinderserie Super Wings seine Stimme. In der Literaturverfilmung Das Tagebuch der Anne Frank, die im Frühjahr 2015 gedreht wurde und am 3. März 2016 in die Kinos kam, spielt Smits einen der Polizisten, die zusammen mit Karl Josef Silberbauer die im Amsterdamer Hinterhaus versteckten Juden verhaften.

## Filmografie (Auswahl)
- 2016: Das Tagebuch der Anne Frank